# Euthanasia Coaster
Der Euthanasia Coaster (deutsch etwa: Sterbehilfe-Achterbahn) ist ein theoretisches Modell einer Achterbahn, auf welcher die Passagiere während der Fahrt (durch g-Kräfte) garantiert zu Tode kämen. Geschaffen wurde das Modell 2010 von Julijonas Urbonas, einem litauischen Designer und Doktoranden (Ph.D.) des Royal College of Art in London.

## Hintergrund
Urbonas studierte Design und Art Research an der Kunstakademie Vilnius sowie Design Interactions am Londoner Royal College of Art. Während seiner Ausbildung arbeitete er als Designer und Ingenieur für einen Vergnügungspark in Klaipėda, dessen Leitung er zwischen 2004 und 2007 innehatte. Die Inspiration zum Euthanasia Coaster bekam Urbonas durch ein Zitat des ehemaligen Geschäftsführers des Achterbahnherstellers Philadelphia Toboggan Coasters, Tom Allen: “The ultimate roller coaster is built when you send out twenty-four people and they all come back dead.” (deutsch „Die ultimative Achterbahn hast du gebaut, wenn du 24 Leute losschickst und alle tot zurückkommen.“)
Laut eigenen Aussagen entwarf Urbonas die Achterbahn, um Menschen, die sich für Sterbehilfe entschieden haben, eine „nicht langweilige“ Möglichkeit zu geben, sowohl auf eine humane Art und Weise, als auch mit euphorischen Gefühlen aus dem Leben zu scheiden. Er bezeichnet den Suizid per Achterbahn als „alternativen ritualisierten Tod“, der sowohl für den Sterbenden, als auch für die Trauernden „reizvoll“ sei.

## Fahrt
Die Strecke beginnt mit einem Lifthill zum mit 510 Metern höchsten Punkt der Anlage. Die Fahrt bis zur Spitze dauert beim Euthanasia Coaster zwei Minuten. Danach folgt der fast senkrechte, 500 Meter lange First Drop, bei dem die Bahn innerhalb von zehn Sekunden auf bis zu 360 Kilometer pro Stunde beschleunigt wird. Anschließend durchfährt die Bahn sieben Loopings mit immer kleiner werdendem Durchmesser. Nach den Loopings führt die Strecke ohne weitere besondere Fahrelemente zum Ausgangspunkt zurück.

## Auswirkungen auf den Körper
Während der Loopings würde eine Beschleunigung von etwa 10 g auf den Körper des Passagiers wirken. Der abnehmende Durchmesser der Loopings bewirkt, dass diese Belastung etwa 60 Sekunden anhält. Dadurch kommt es zu einer Unterversorgung des Gehirns mit Sauerstoff, die zunächst zu Bewusstseinsstörungen wie einem Tunnelblick oder dem Verlust des Seh- und Gehörsinns führen würde. Kurz vor dem Eintreten der Bewusstlosigkeit, dem sogenannten g-LOC, soll der Proband laut Urbonas „extremste Gefühle“, vor allem aber Euphorie und sogar Freude empfinden. Da der Körper des Fahrgastes etwa eine Minute den g-Kräften ausgesetzt wäre und das Gehirn solange keinen Sauerstoff bekäme, würde unweigerlich, bei den meisten Menschen spätestens beim dritten Looping, der Tod eintreten. Einige Mediziner bezweifeln jedoch, dass vor der Bewusstlosigkeit die von Urbonas beschriebenen euphorischen Gefühle einsetzen, es seien vielmehr Übelkeit und Unwohlsein wahrscheinlich.

## Ausstellungen

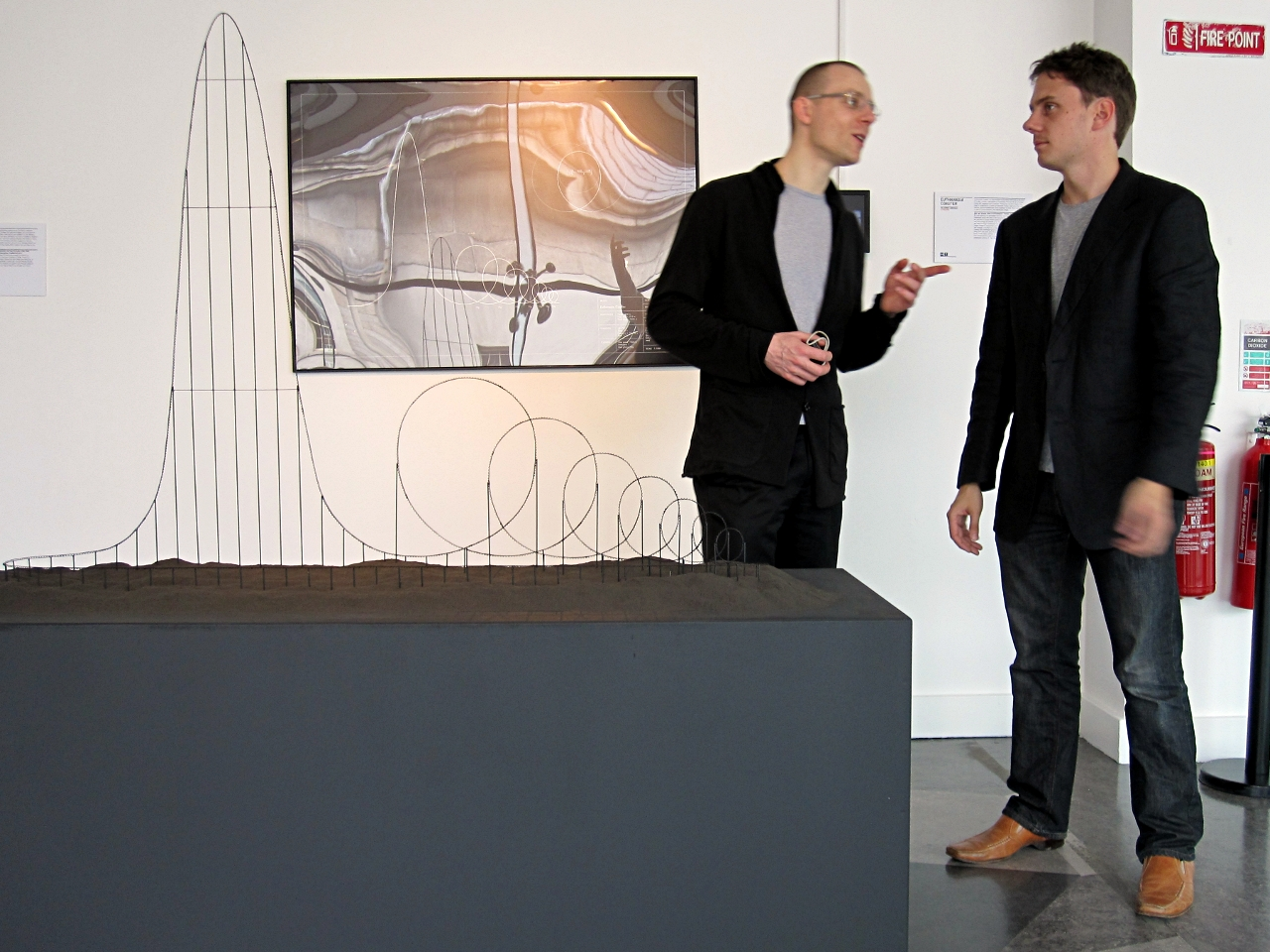
Urbonas (links) mit dem Modell auf der „HUMAN+“-Ausstellung 2011 in Dublin

Der Öffentlichkeit wurde der Euthanasia Coaster das erste Mal 2011 im Rahmen der Ausstellung „HUMAN+: The Future of our Species“ in der Science Gallery des Trinity College Dublin präsentiert. Während der Biennale „Update_4“ der Liedts-Meesen-Foundation im Jahr 2012 wurde der Euthanasia Coaster in Belgien ausgestellt und Urbonas mit einem Publikumspreis des New Technological Art Awards ausgezeichnet. In der zwischen 2013 und 2015 erstellten Online-Ausstellung „Design and Violence“ des New Yorker Museum of Modern Art war der Euthanasia Coaster erneut ein vieldiskutiertes Exponat. Die Organisation Exit International präsentierte die Anlage im Oktober 2017 im Rahmen ihrer „NuTech-Konferenz“ im kanadischen Toronto.

## Rezeption

### Kritik
Die Idee des Euthanasia Coasters wird vor allem von Gegnern der Sterbehilfe, aber auch von anderen Seiten hart kritisiert. Die britische Nichtregierungsorganisation Care Not Killing urteilte, dass das „Sterben eines Menschen […] nie human oder euphorisch“ sein könne. Andere Organisationen kritisierten, dass die Achterbahn „nichts mit wahrer Sterbebegleitung oder Sterbehilfe“ gemein habe und das ganze Konzept ein morbider und schlechter Witz sei.

### Alternative Verwendungen
Neben dem Einsatz zur Sterbehilfe wurden sowohl seitens Urbonas’ als auch anderer Parteien Vorschläge zu weiteren Verwendungen des Euthanasia Coasters gemacht. So wäre die Anlage auch als Alternative zur Giftspritze oder dem elektrischen Stuhl als Hinrichtungsvorrichtung einsetzbar. Eine Luftfahrtingenieurin schlug vor, die Passagiere mit Anti-g-Anzügen auszustatten und den Euthanasia Coaster damit zu einer nicht-tödlichen, aber extremen Achterbahn umzugestalten. Designer Urbonas könnte sich ebenso den Einsatz als Filmrequisite vorstellen.

### Populärkultur
Die norwegische Rockband Major Parkinson veröffentlichte im Jahr 2013 den Titel Euthanasia Roller Coaster, der sich auf das Projekt Urbonas’ bezieht.
Im 2013 erschienenen Buch Principia Dysnomia, das als Tribut an die Principia Discordia, die Heilige Schrift des Diskordianismus definiert wird, erschien eine Art Anzeige für den Euthanasia Coaster, welche besagt, dass die Anlage mit einem Budget von 2,5 Milliarden Dollar in der Nähe von Jonesboro im US-Bundesstaat Arkansas errichtet werden soll. Die Achterbahn soll dort den Namen Jack Kevorkian Memorial Euthanasia Coaster tragen, benannt nach Jack Kevorkian (1928–2011), der zu den bekanntesten Verfechtern und Unterstützern der Sterbehilfe zählte.
Der israelisch-britische Autor Lavie Tidhar veröffentlichte 2014 in seinem preisgekrönten Central-Station-Zyklus die Erzählung Vladimir Chong Chooses to Die. Der Protagonist dieser Science-Fiction-Geschichte will sein Leben beenden, als er bei sich einen beginnenden geistigen Verfall registriert. Aus einem Katalog, der ihm in einer Suizid-Klinik gezeigt wird, wählt er den Euthanasia Coaster als Art zu sterben aus. In der Geschichte befindet sich dieser im Euthanasia Park, einem Park in der Aravawüste, in welchem es verschiedene Möglichkeiten gibt, Suizid zu begehen.
Der Regisseur Glenn Paton produzierte 2015 den Kurzfilm H Positive, in dem ein reicher Geschäftsmann erfährt, dass er an einer tödlichen Krankheit leidet, und daraufhin eine Achterbahn errichten lässt, mit der er Suizid begeht. Die im Film gebaute Anlage entspricht dem Modell des Euthanasia Coasters.